# Menkauhor
Menkauhor (Hor Menkhau) (... – 2420 a.C.) è stato un faraone appartenente alla V dinastia egizia.

## Biografia
Le fonti di cui disponiamo sono abbastanza concordi nell'attribuire a Menkhau un regno di otto o nove anni.
Le informazioni sul regno di questo sovrano sono estremamente scarse: infatti, se ne è nota solamente la durata del regno.
La circostanza che il culto di questo sovrano fosse ancora praticato a Saqqara durante il Nuovo Regno indica come non si sia trattato di un sovrano di scarsa importanza.
Il suo tempio solare, Orizzonte di Ra, e la sua piramide, Sono divini i luoghi di Menkauhor, non sono ancora stati identificati (nel 2008 l'egittologo Zahi Hawass ha annunciato il rinvenimento delle fondazioni della piramide), unico indizio è la citazione della sua piramide nel decreto di Dahshur ad opera di Pepi I fatto che porterebbe a collocare in questo sito la piramide di Menkauhor.
Oggetti recanti il nome di questo sovrano sono stati rinvenuti nella regione di Dorak in Anatolia.

## Liste Reali
| G5 · mn | n · D28 | D28 · D28 |

| G5 · mn | n · D28 | D28 · D28 |

| G5 · mn | n · D28 | D28 · D28 |

| G5 · mn | n · D28 | D28 · D28 |

| G5 · mn | n · D28 | D28 · D28 |

| G5 · mn | n · D28 | D28 · D28 |

| G5 · mn | n · D28 | D28 · D28 |

| G5 · mn | n · D28 | D28 · D28 |

| G5 | mn | D28 |

| G5 | mn | D28 |

| G5 | mn | D28 |

| G5 | mn | D28 |

| G5 | mn | D28 |

| G5 | mn | D28 |

| G5 | mn | D28 |

| G5 | mn | D28 |

| G5 | mn · n | D28 | Z1 |

| G5 | mn · n | D28 | Z1 |

| G5 | mn · n | D28 | Z1 |

| G5 | mn · n | D28 | Z1 |

| G5 | mn · n | D28 | Z1 |

| G5 | mn · n | D28 | Z1 |

| G5 | mn · n | D28 | Z1 |

| G5 | mn · n | D28 | Z1 |

## Titolatura
| G5 |

| G5 |

| Y5 · N28 | G43 |

| Y5 · N28 | G43 |

| Y5 · N28 | G43 |

| Y5 · N28 | G43 |

| Y5 · N28 | G43 |

| Y5 · N28 | G43 |

| Y5 · N28 | G43 |

| Y5 · N28 | G43 |

| G16 |

| G16 |

|  |

| G8 |

| G8 |

| T3 · G5 · S12 |

| T3 · G5 · S12 |

| M23 · X1 | L2 · X1 |

| M23 · X1 | L2 · X1 |

| G5 | Y5 | D28 | D28 · D28 |

| G5 | Y5 | D28 | D28 · D28 |

| G5 | Y5 | D28 | D28 · D28 |

| G5 | Y5 | D28 | D28 · D28 |

| G5 | Y5 | D28 | D28 · D28 |

| G5 | Y5 | D28 | D28 · D28 |

| G5 | Y5 | D28 | D28 · D28 |

| G5 | Y5 | D28 | D28 · D28 |

| G39 | N5 |

| G39 | N5 |

| G5 | i | D28 | G43 |

| G5 | i | D28 | G43 |

| G5 | i | D28 | G43 |

| G5 | i | D28 | G43 |

| G5 | i | D28 | G43 |

| G5 | i | D28 | G43 |

| G5 | i | D28 | G43 |

| G5 | i | D28 | G43 |

## Altre datazioni
| Autore        | Anni di regno         |
| ------------- | --------------------- |
| von Beckerath | 2389 a.C. - 2380 a.C. |
| Malek         | 2377 a.C. - 2369 a.C. |